# 蓄電池設備整備資格者
蓄電池設備整備資格者（ちくでんちせつびせいびしかくしゃ）は、一般社団法人電池工業会が行う資格講習を修了した者である。
蓄電池設備の点検及び整備は、総務省消防庁次長通知「火災予防条例（例）」を元に、市町村（特別区の区域は都）が制定する「火災予防条例」において、「必要な知識及び技能を有する者として消防長が指定するもの」に行わせるとしている。同条例についての告示「必要な知識及び技能を有する者の指定」にて、電気主任技術者、電気工事士と併せて、蓄電池設備整備資格者を指定している。

## 職務
消防用設備としての非常電源として使用する蓄電池設備の適正な維持・管理を図るために点検及び整備を行う。

## 資格講習
一般社団法人電池工業会が行う資格講習に参加して修了考査に合格し取得する。取得した後、3年以上5年以内に再講習を受けなければならない。また、資格講習には以下の受講資格のうちいずれか1つに該当する必要がある。
1. 第1種又は第２種消防設備点検資格者
2. 甲種(第１類～第４類のいずれか)又は乙種(第１類～第４類のいずれか)の消防設備士
3. 一級又は二級建築士
4. 第一種、第二種又は第三種電気主任技術者
5. 第一種又は第二種電気工事士
6. １級又は２級電気工事施工管理技士
7. 自家用発電設備専門技術者
8. 蓄電池設備に関して３年以上の実務経験を有する者